# فیلومدوسا رودی
فیلومدوسا رودی (نام علمی: Phyllomedusa rohdei) نام یک گونه قورباغه از تیره قورباغه‌های درختی حقیقی است. این گونه بوم‌زاد برزیل است و زیستگاه طبیعی آن جنگل‌های نیمه‌مرطوب، مرطوب یا گرمسیری، گرم‌دشت‌های مرطوب، رود‌ها، زمین‌های ویژه کشاورزی، چراگاه‌ها، مزارع، باغ‌های روستایی، مناطق شهری و جنگل‌های سابقی است که به شدت تخریب شده‌اند.